# Park Ji-hyun (chính khách)
Đây là một tên người Triều Tiên, họ là Park.
Park Ji-hyun (tiếng Hàn: 박지현; sinh năm 1996) là một nhà hoạt động chính trị người Hàn Quốc và là cựu đồng chủ tịch của Đảng Dân chủ Đồng hành (DPK), đảng đối lập chính. Vào năm 2019, cô đã giúp vạch trần một trong những đường dây tội phạm tình dục trực tuyến lớn nhất ở Hàn Quốc, được gọi là Sự kiện phòng thứ N. Tháng 3 năm 2022, cô được bổ nhiệm vai trò đồng chủ tịch tạm thời của Đảng Dân chủ Đồng hành ở tuổi 26, và từ chức vào tháng 6. Park có tên trong TIME100 Next, danh sách các nhà lãnh đạo mới nổi của tạp chí Time, cũng như danh sách BBC 100 Women và Bloomberg 50 năm 2022, để ghi nhận đóng góp của cô trong việc chống tội phạm tình dục và đấu tranh cho bình đẳng giới trong chính trị.

## Team Flame
Năm 2018, Park Ji-hyun theo học báo chí tại Đại học Hallym và làm phóng viên thực tập, khi các cuộc biểu tình #MeToo diễn ra ở thủ đô Seoul, yêu cầu chính phủ có thêm biện pháp để ngăn chặn việc quay lén phụ nữ và trẻ em gái bất hợp pháp. Lấy cảm hứng từ các cuộc biểu tình, cô và người bạn cùng lớp Won Eun-ji đã lên kế hoạch gửi một bài báo đến cuộc thi báo chí sinh viên hàng năm của Ủy ban Thông tấn Hàn Quốc. Ban đầu họ dự định viết về "dịch bệnh spycam" ở Hàn Quốc, nơi đàn ông quay lén phụ nữ và trẻ em gái mà không có sự đồng ý của họ.
Vào tháng 7 năm 2019, Park và Won tiến hành thâm nhập vào phòng thứ N, một nhóm lạm dụng tình dục khét tiếng trên Telegram, với tên gọi "Team Flame". Làm việc với cảnh sát, quá trình điều tra của cả hai đã dẫn đến việc bắt giữ và kết án hai kẻ cầm đầu, họ phát hiện những đối tượng này đã tống tiền và ép buộc phụ nữ và trẻ em gái ở độ tuổi mười hai thực hiện các hành vi đồi bại, sau đó bán hình ảnh và video một cách phi pháp.
Bài báo đầu tiên của họ đã thu hút sự chú ý của hai nhà báo của The Hankyoreh, sau đó cộng tác với Park và Won để đăng một bài báo chuyên sâu vào tháng 11 năm 2019, đồng thời bảo vệ danh tính của họ. Những tên cầm đầu phòng thứ N tìm cách trả thù, và hai chương trình trên TV cuối cùng đã bắt được bài báo; trong khi đó, phụ nữ được huy động trên Twitter để vạch trần và công khai nhiều tội ác của chúng. Khi các chi tiết của vụ án căn phòng thứ N được phơi bày, hơn năm triệu người trên toàn quốc đã ký tên kiến nghị trừng phạt nghiêm khắc hơn và tiết lộ danh tính của thủ phạm. Đến cuối năm 2020, 3.757 người liên quan đến vụ án bị bắt giữ.
Trong nhiều năm, Park được biết đến với biệt hiệu "Flame" và được phỏng vấn trong bộ phim tài liệu Cyber Hell của Netflix. Cô cũng biên soạn và xuất bản một cuốn hồi ký ẩn danh về việc vạch trần những kẻ đứng sau căn phòng thứ N.

## Sự nghiệp chính trị
Park gặp Lee Jae-myung khi ông còn là thống đốc tỉnh Gyeonggi thông qua ủng hộ hoạt động của cô. Thống đốc Lee đã tham dự sự kiện ra mắt vào tháng 6 năm 2020 tại trung tâm hỗ trợ nạn nhân tội phạm tình dục ở Gyeonggi-do.
Danh tính của Park được tiết lộ vào đầu năm 2022, khi cô đồng ý giúp vận động cho Đảng Dân chủ Đồng hành (DPK) trước cuộc bầu cử quốc gia. Lee Jae-myung đang vận động tranh cử tổng thống, ông cam đoan với Park là sẽ trấn áp tội phạm tình dục trực tuyến và chống nạn phân biệt đối xử với phụ nữ tại nơi làm việc. Vào tháng 1 năm 2022, Park được bổ nhiệm làm phó chủ tịch ủy ban các vấn đề phụ nữ của DPK. Với vai trò là cố vấn đặc biệt cho chiến dịch tranh cử của Lee, cô đã huy động việc bỏ phiếu từ giới trẻ. Vào ngày 9 tháng 3 năm 2022, Lee thất cử trước Yoon Suk-yeol thuộc Đảng Sức mạnh Quốc dân với tỷ số suýt soát, ước tính 58% phụ nữ ở độ tuổi 20 bỏ phiếu cho Lee.
Vào ngày 13 tháng 3 năm 2022, Park được bổ nhiệm làm đồng chủ tịch tạm thời của ủy ban khẩn cấp của DPK ở tuổi 26, sau khi các nhà lãnh đạo đảng trước đó từ chức sau thất bại trong cuộc bầu cử của họ. Sau cuộc bầu cử tổng thống vào tháng 3, 11.000 thành viên mới đã gia nhập Đảng Dân chủ Đồng hành chỉ riêng ở Seoul, 80% trong số họ đều là nữ giới. Hy vọng với địa vị của Park khi là đồng chủ tịch sẽ giúp DPK củng cố vị trí dẫn đầu trong số các cử tri nữ trẻ tuổi, nhưng đảng này phải nhận kết quả thảm hại trong cuộc bầu cử địa phương vào tháng 6 năm 2016, mất đa số tại các cơ quan chính ở địa phương. DPK chỉ giành được 5 trong số 17 ghế thống đốc tỉnh và thị trưởng, so với 14 ghế nắm giữ trước đó, trong khi Đảng Sức mạnh Quốc dân giành được 12 trong số 17 vị trí.
Park nhanh chóng từ chức cùng những nhà lãnh đạo đảng khác, đổ lỗi cho sự chống lại cải cách của đảng. Mặt khác, những người chỉ trích đổ lỗi cho Park vì thiếu kinh nghiệm, khi đã phơi bày đấu tranh nội bộ trong DPK, và bị phân tâm bởi các vấn đề liên quan đến quấy rối tình dục, thay vì tập trung vào các cuộc bầu cử địa phương. Cô gây ra sai lầm nghiêm trọng khi nhầm lẫn giữa Hải chiến Yeongpyeong năm 2002 với vụ đắm tàu ROKS Cheonan năm 2010 và buộc xin lỗi công khai.
Trong nhiệm kỳ ngắn ngủi với tư cách là đồng chủ tịch đảng, Park đã khai trừ Đại biểu Park Wan-joo khỏi đảng vì hành vi sai trái tình dục và đệ đơn khiếu nại chính thức đối với Đại biểu Choe Kang-wook lên ủy ban đạo đức của đảng, về một bình luận của ông được cho là đã nêu ra trong một hội nghị trực tuyến. The Korea Times trích dẫn: "Cô ấy là một trong những nhân vật lãnh đạo hiếm hoi trong đảng lên tiếng phản đối các vấn đề mà nhiều người cố tình làm ngơ, như tội phạm tình dục do nam giới nắm quyền gây ra, chính sách bất động sản thất bại của DPK và những tiếng nói cấp tiến cũng đã có nhiều ảnh hưởng đối với đảng."
Vào tháng 7 năm 2022, DPK bác bỏ yêu cầu của Park về việc miễn trừ quy tắc yêu cầu các ứng cử viên lãnh đạo đảng phải là đảng viên ít nhất sáu tháng, khiến cô không thể ứng cử vào vị trí chủ tịch đảng tại hội nghị toàn quốc ngày 28 tháng 8. Park chính thức gia nhập với tư cách đảng viên vào ngày 14 tháng 2 năm 2022.

## Đời tư
Park Ji-hyun nguyên quán ở Wonju, tỉnh Gangwon, Hàn Quốc.